# Ochłodzenie w latach 535–536
Ochłodzenie w latach 535–536 – jedno z najbardziej dotkliwych zakłóceń klimatu na północnej półkuli ziemskiego globu w ciągu ostatnich dwóch tysięcy lat. Jakkolwiek dokładna przyczyna tej klimatycznej aberracji nie jest znana, to przypuszcza się (m.in. na podstawie badań), że było ono skutkiem zimy wulkanicznej (podobnie jak tzw. „rok bez lata” w 1816, który był skutkiem wyrzucenia w kwietniu poprzedniego roku w wysokie warstwy atmosfery znacznej ilości popiołów i gazów wulkanicznych przez wulkan Tambora).
Kronikarz bizantyjski Prokopiusz z Cezarei w swoich zapiskach z wojny z Wandalami zanotował, że blask Słońca w roku 535 był bardzo słaby, jak podczas zaćmienia, i że była to bardzo zła przepowiednia. Gaelickie kroniki irlandzkie z wczesnego średniowiecza zarejestrowały „brak chleba w roku 535”, a nawet „brak chleba od 535 do 539”. W Chinach zanotowano opady śniegu w sierpniu i opóźnione zbiory, „gęste suche mgły” w Europie, na Bliskim Wschodzie i w Chinach, suszę w Peru, która dotknęła kulturę Mochica.
W artykule w „Nature” w roku 1984 R.B. Stothers przedstawił przypuszczenie, że ochłodzenie z 535–536 było skutkiem wybuchu wulkanu Tavurvur, znajdującego się niegdyś nieopodal dzisiejszego miasta Rabaul (Nowa Brytania Wschodnia, Papua-Nowa Gwinea). Z kolei Ken Wohletz z Los Alamos National Laboratory wysunął podejrzenie – w swojej pracy pt. „Czy wieki ciemne były skutkiem zmian klimatycznych w VI stuleciu wywołanych przez wulkan?” – że przyczyną tego wydarzenia był inny wulkan, Krakatau (ten sam, którego katastrofalny wybuch kilkanaście stuleci później – w 1883 – również spowodował globalne zjawiska atmosferyczne), którego erupcję, mającą miejsce w połowie I tysiąclecia naszej ery zapisaną w kronikach jawajskich datowano do tej pory na rok 416 według kalendarza europejskiego.